# Argagnon
Argagnon – miejscowość i gmina we Francji, w regionie Nowa Akwitania, w departamencie Pireneje Atlantyckie.
Według danych na rok 2015 gminę zamieszkiwało 712 osób, a gęstość zaludnienia wynosiła 77,4 osób/km².